# Violeta Cruz
Violeta Cruz Gómez, née le 27 août 1986 à Bogota, est une compositrice colombienne.

## Biographie

### Formation
Elle obtient son diplôme supérieur de composition en 2009 à l’université pontificale Javeriana à Bogota. Cette même année elle décide de s'installer en France et poursuit ses études au Conservatoire national supérieur de musique et de danse de Paris auprès de Stefano Gervasoni puis à l'Institut de recherche et coordination acoustique/musique.

### Carrière de compositrice
Son opéra La Princesse légère est créé en 2017 à l'Opéra de Lille,.

## Récompenses
- 2007 : prix national de composition de Colombie – jeunes compositeurs[1],[4].
- 2013 : prix du concours de composition de l’Orquesta Sinfónica Caldas (Colombie)[1].
- 2015 : prix de la fondation Francis et Mica Salabert[1].
- 2020 : prix Pierre-Cardin de l’Académie des beaux-arts (Institut de France)[1].